# Барн
Барн (barn, международно означение b) е извънсистемна единица за измерване на площ, равна на 10-28 m². Ефективните сечения на ядрените реакции са от порядъка на един барн (обикновено по-малко от 0,05 b за водородни ядра и 2,1 b за уранови). Въпреки че не е част от SI, употребата на барн е разрешена в области като ядрена физика и физика на елементарните частици. Един барн е равен и на 100 квадратни фемтометра.
1 b = 100 fm² = 10-28 m²
Наименованието е въведено от учени, работещи над проекта „Манхатън“, които искали да въведат удобна единица за измерване на ефективните сечения на урановите ядра. Единица за площ, равна на 10-28 m² би била удобна, когато се работи с уранови ядра, но „голяма като хамбар“ (на английски: big as a barn), когато се работи с ядра на по-леки елементи. Учените не искали да се отказват от барн като единица за площ, а това, че е сравнително голяма, било отразено в наименованието ѝ.
Международното бюро за мерки и теглилки (BIPM) отнася барна към единиците за измерване, „които могат временно да се използват до дата, определена от националните предписания, но които не трябва да се въвеждат, ако не са били използвани“, и разрешава барнът да се използва само в атомната и ядрена физика.